# Pholeoaphodius sphinx
Pholeoaphodius sphinx är en skalbaggsart som beskrevs av Renaud Maurice Adrien Paulian 1942. Pholeoaphodius sphinx ingår i släktet Pholeoaphodius och familjen Aphodiidae. Inga underarter finns listade i Catalogue of Life.